# Eric Bischoff
Eric Aaron Bischoff (Detroit, 27 de maio de 1955), é um promotor de wrestling profissional e lutador de luta-livre ocasional norte-americano. Ex-Presidente da World Championship Wrestling (WCW) e mais tarde o General Manager do programa da WWE Raw e figura de autoridade na Total Nonstop Action Wrestling.

## Carreira
Bischoff tem a distinção de ser o único promotor de wrestling norte-americano a ultrapassar com sucesso a WWE de Vince McMahon em termos de popularidade. Entre 1996 e 1998, a WCW de Bischoff foi a companhia de wrestling mais vista em todo o mundo.

## Curiosidades
- Ele praticava Wrestling amador quando era criança/adolescente e lutava no time da escola, aos 12 anos começou a praticar Taekwondo alcançando a faixa-preta inclusive.